# زمستان (رمان)
زمستان (انگلیسی: Winter) یک رمان علمی-تخیلی نوجوانان در سال ۲۰۱۵ است که توسط نویسندۀ آمریکایی مریسا مایر نوشته و توسط انتشارات مک میلن منتشر شده است. این چهارمین و آخرین کتاب از مجموعۀ سلسله‌ی لونار و دنبالۀ کرس است. داستان بر اساس افسانۀ سفید برفی است.